# Hubert Jervoise Huddleston
Sir Hubert Jervoise Huddleston, britanski general, * 1880, † 1950.